# Stellaria angarae
Stellaria angarae är en nejlikväxtart som beskrevs av Mikhail Grigoríevič Popov. Stellaria angarae ingår i släktet stjärnblommor, och familjen nejlikväxter. Inga underarter finns listade i Catalogue of Life.